# Hush Puppies
Hush Puppies es una marca internacional de calzado contemporáneo y casual para hombres, mujeres y niños. Sus productos han sido descritos como «los clásicos zapatos estadounidenses de gamuza cepillada con ligera suela de crepe». Como una división de Wolverine World Wide, Hush Puppies tiene sus oficinas centrales en Rockford, Míchigan, Estados Unidos.
Wolverine comercializa o licencia el nombre Hush Puppies para calzado en más de ciento veinte países. Además, Hush Puppies es una marca que se ha expandido a otros mercados, abarcando indumentaria, anteojos y peluches. Su logotipo incluye la imagen de un perro basset hound; la raza comúnmente se le llama "hush puppies" por esta razón.

## Historia

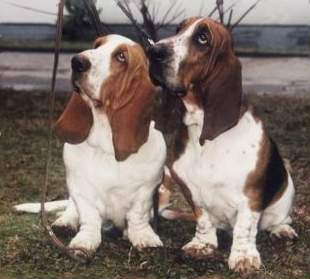
Los perros Basset Hound, símbolo de la compañía Hush Puppies.

La marca Hush Puppies surgió en 1958 gracias al esfuerzo de la empresa Wolverine por desarrollar un método práctico para curtir cuero de cerdo para el ejército estadounidense (el cuero de cerdo es considerado uno de los más durables y el Gobierno se interesó en él para confeccionar guantes y otras prendas protectoras para sus soldados).

El presidente de la empresa, Victor Krause, diseñó un zapato informal hecho con cuero de cerdo dirigido a la entonces creciente población post-guerra de Estados Unidos. La marca se volvió instantáneamente reconocible por producir prendas básicas para el estilo de vida de ese país durante los años 1950 y 1960.

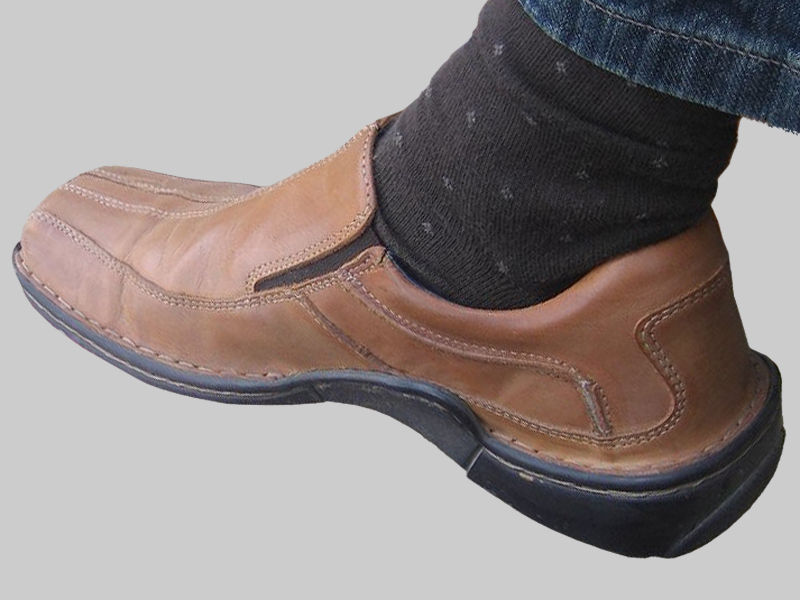
Calzado Hush Puppies masculino.

El nombre Hush Puppies y el símbolo de la empresa fueron adoptados por el primer gerente de ventas, James Gaylord Muir. Inicialmente, la agencia de publicidad de la compañía recomendó bautizar sus productos como «Lasers». Después, en un viaje de ventas al sudeste de Estados Unidos, Muir cenó con uno de sus vendedores regionales y la comida incluyó hushpuppies, unas bolitas fritas hechas con harina de maíz. Cuando Muir preguntó por el origen del nombre del plato, le dijeron que unos granjeros habían arrojado hushpuppies a sus perros Basset Hound para hacerlos callar. Muir vio una conexión entre esta frase y sus nuevos productos: «Perros ladradores» (barking dogs) era en ese momento un modismo para referirse a los pies doloridos. Muir consideró que sus zapatos eran tan cómodos que podrían «hacer callar a perros ladradores».
En 1994, cuando las ventas se redujeron a 30.000 pares al año, Hush Puppies de repente se puso de moda en los clubes y bares del centro de Manhattan, donde los jóvenes los compraban en pequeñas zapaterías.En 1995, los diseñadores de moda John Bartlett, Anna Sui y Joel Fitzpatrick comenzaron a incluirlos en sus colecciones; los zapatos pronto fueron usados por celebridades como la princesa Diana, Jim Carrey, Sharon Stone, David Bowie, Tom Hanks, Dennis Rodman y Sylvester Stallone.
Hush Puppies también se benefició de la tendencia a vestirse informalmente en el trabajo, llenando la brecha entre las zapatillas más informales y los zapatos formales. Según fuentes de boca a boca, Wolverine vendió 430.000 pares de zapatos en 1994, y cuatro veces más al año siguiente. Hush Puppies ganó el premio al mejor accesorio en la cena de premios del Consejo de Diseñadores de Moda en 1995.
El rápido aumento de popularidad de Hush Puppies fue utilizado como ejemplo de un punto de inflexión sociológico por el periodista Malcolm Gladwell.
La fábrica chilena de Hush Puppies cierra el 1 de junio de 2019 en La Florida, Chile como resultado del despido de sus empleados, pero sus tiendas siguen abiertas en todo el país.

## En la cultura popular
Hush Puppies ha afirmado que sus suelas de goma salvaron la vida del guitarrista de los Rolling Stones, Keith Richards, cuando accidentalmente tocó su guitarra contra un micrófono sin conexión a tierra en un concierto de 1965 en Sacramento, California. Richards quedó inconsciente, pero los médicos creían que los zapatos Hush Puppies con suela de crepé que llevaba puestos lo aislaron y le salvaron la vida.
Se hace referencia a los zapatos en varias canciones, incluyendo "Come Monday" de Jimmy Buffett, "The Rain" de Oran "Juice" Jones y "Rough Boys" de Pete Townshend.
Mijaíl Gorbachov invitó a la marca a ser la primera empresa estadounidense en hacer negocios en la Unión Soviética.